# Black Heart
Black Heart er en dokumentarfilm fra 2008 instrueret af Ada Bligaard Søby.

## Handling
New York er fuld af historier: Marina blev gift i en forelsket rus for 10 år siden og kæmper nu for at holde skruen i vandet som enlig mor til to. Tim sidder i et pladestudie i Brooklyn i erkendelse af, at frihed er omvendt proportional med mængden af ens egendele. Og Josh, der netop har mistet alt i en brand, er nu en fri fugl. Men hvis det ikke var for kærligheden, hvad ville man så have? 'Just lust and money, cocaine and sushi'.